# M10 Wolverine
Die 3-inch Gun Motor Carriage, M10, auch M10 Wolverine genannt, ist der erste Tank Destroyer der US-amerikanischen Streitkräfte, der im Zweiten Weltkrieg gebaut wurde und zum Einsatz kam. Darüber hinaus wurde er in einigen anderen Armeen verwendet. Gefertigt wurden die Modelle M10 und M10A1.

## Amerikanische Doktrin
Die U.S. Combined Arms Doctrine zu Beginn des Zweiten Weltkriegs sah vor, dass Panzer dafür entworfen werden die gegnerischen Linien zu durchbrechen und ins Hinterland vorzustoßen. Unabhängige Panzer Bataillone würden die Infanterie dabei unterstützen befestigte Stellungen des Gegners zu zerstören und Panzerdivisionen würden dann den Durchbruch ausnutzen und einen empfindlichen Vorstoß in die Tief des gegnerischen rückwärtigen Raums vornehmen. Amerikanische Kampfpanzer sollten zwar in der Lage sein gegnerische Panzer zu bekämpfen auf die sie während des Vorstoß trafen, aber konzentrierte gegnerische Panzertruppen sollten durch eine neue Truppengattung, die Tank Destroyer Force, die 1941 aufgestellt worden war, bekämpft werden. 
Die Tank Destroyer Force war eine neue Truppengattung, die als Reaktion auf die deutsche "Blitzkrieg"-Taktik der ersten Kriegsjahre gebildet wurde. Statt sich auf ein "schmales Band" mit Panzerabwehrkanonen zu verlassen, das bei einem konzentrierten Angriff überrannt werden würde, sollten die Tank Destroyer Einheiten als Reserve hinter der Hauptkampflinie unter der Führung eines Korps oder einer Armee stehend, schnell an eine von einem Durchbruch bedrohte Stelle geschickt werden.
Die Einheiten sollten aggressiv manövrieren und aus dem Hinterhalt gegnerische Panzer zerstören, wobei allerdings die Jagd und Vorstöße ausdrücklich verboten waren. Hieraus folgte die Anforderung, dass die Fahrzeuge sehr schnell und gut bewaffnet sein sollten. Obwohl die Fahrzeuge über einen Drehturm verfügten, anders als die meisten Jagdpanzer der damaligen Zeit, kombinierten die amerikanischen Fahrzeuge eine stärkere Bewaffnung mit einer leichten Turmkonstruktion, um im besseren Motorisierungs-Gewicht-Verhältnis eine bessere Mobilität zu erhalten als ein üblicher Kampfpanzer. Die Idee war Geschwindigkeit und Beweglichkeit, anstelle von starker Panzerung, in der Defensive zu nutzen und Panzer mit leistungsstarken Selbstfahrlafetten zu bekämpfen. 
Beziehungsweise genauer gesagt, mit hoher Geschwindigkeit vor dem Feind getarnte und geschützte Feuerstellungen in der Flanke des gegnerischen Vorstoß zu beziehen und dann das Feuer zu eröffnen. Sollte man nicht in der Lage sein die gegnerischen Kräfte zu zerstören oder sie zum Rückzug zu zwingen, würde die hohe Beweglichkeit dazu genutzt gegnerischem Beschuss auszuweichen und im Idealfall eine neue Hinterhalt-Stellung beziehen zu können. Das Duell mit gegnerischen Panzer galt es möglichst zu vermeiden.

## Entwicklung
Ende der 1930er-Jahre forderte das US-Militär einen Panzerjäger (Tank Destroyer) zur Formierung einer Panzerjägertruppe. Erst 1942 jedoch begannen die Arbeiten an dem Fahrzeug, für das man zunächst das Fahrgestell des Kampfpanzers M4A2 verwendete und das die Bezeichnung T35 erhielt. Man übernahm dafür den für den Kampfpanzer T1 vorgesehenen gegossenen Turm. Das Ergebnis befriedigte noch nicht gänzlich, sodass Änderungen notwendig wurden. Das Fahrzeug erhielt nunmehr einen leichteren, nach oben offenen Turm, die Wanne wurde umgebaut und mit abgeschrägten Flächen kampfwertgesteigert. Letzteres wurde dadurch erreicht, dass über der Kette eine ausspringende Schräge geschaffen wurde, die nach einem Knick in eine nach innen verlaufende Schräge überging. Diese reichte bis zur Wannenoberkante und entsprach in etwa der Schräge der Turmseitenwand. Das Verhältnis zwischen ausspringender und einspringender Fläche betrug etwa 1:4. Das nunmehrige Fahrzeug wurde T35E1 genannt und im Juni 1942 als M10 die Serienfertigung aufgenommen.

## Produktion
Zwischen September 1942 und Dezember 1943 wurden 4.993 M10 und 1.441 M10 A1 hergestellt, etwa 1.100 Fahrzeuge beider Typen wurden in Großbritannien zum Achilles umgebaut.

## Technik

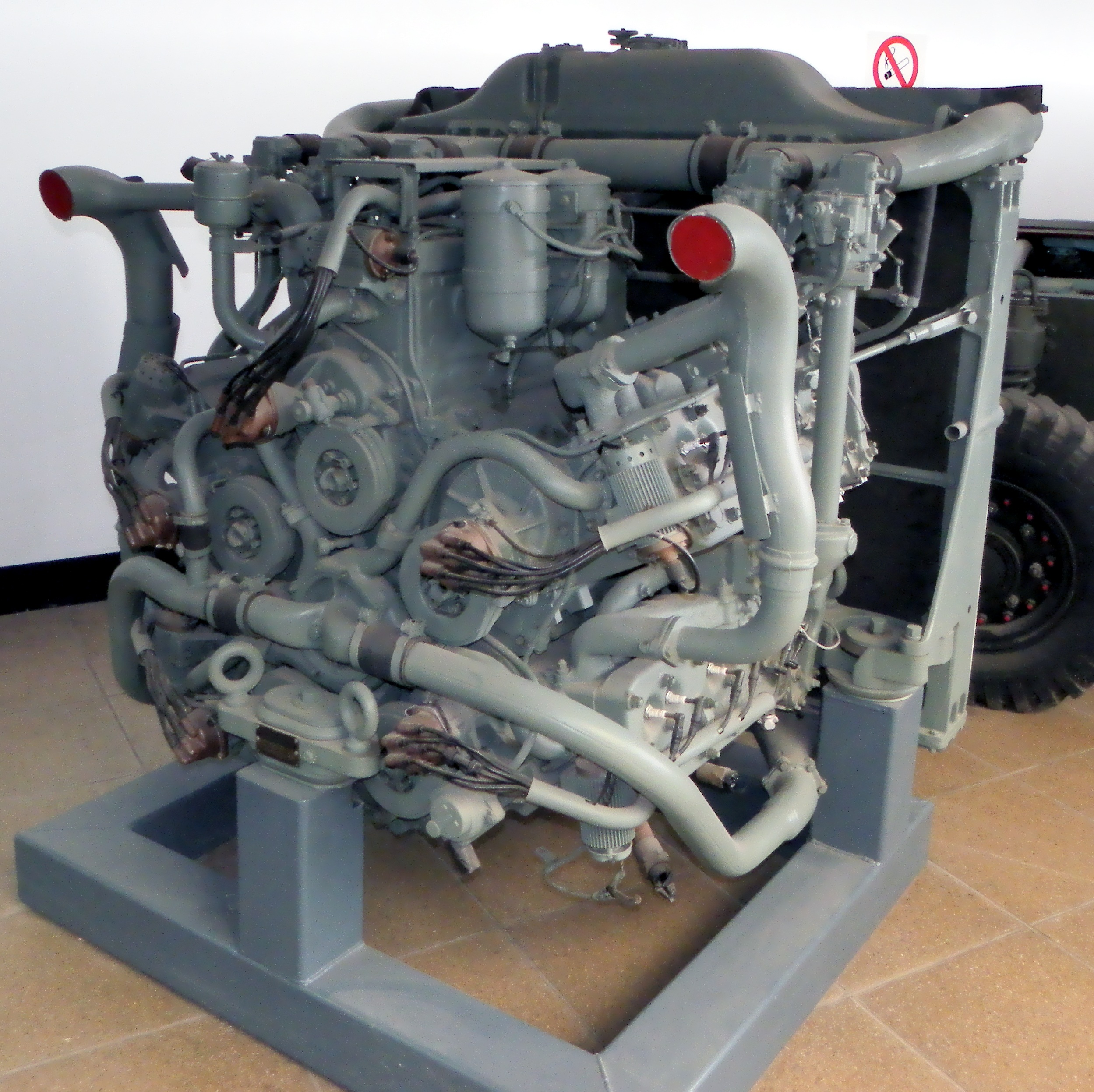
„Multibank“-Reihensternmotor mit 30 Zylindern

Der M10A1 entstand als Folgemodell des M10; die Unterschiede waren jedoch nur von hinten sichtbar (Auspuff- und Kühleranordnung), da sich mit der Verwendung des M4A3-Fahrgestells nur die Motorisierung änderte.
Die Fahrzeuge wurden mit unterschiedlichen Motoren ausgerüstet:
- Chrysler A 57 „Multibank“-Motor mit 30 Zylindern (Die Konstruktion mit 20,6 Litern Hubraum und einer Leistung von 425 PS bestand aus fünf gekoppelten Reihenmotoren mit je sechs Zylindern, die in einem Dreiviertelkreis um das Getriebe angeordnet waren)
- Ford-GAA V8-Ottomotor mit 18 Litern Hubraum und 450, später 500 PS.
- Wright Continental R-975EC2 Ottomotor mit 350 PS
- Wright Continental R-975C1 Ottomotor mit 400 PS
- General Motors GMC 6046 6-71 Twin Diesel Dieselmotor mit 420 PS[5]

(Über die Motorisierung des Fahrzeuges gibt es, je nach Quelle, unterschiedliche Angaben. Die meisten Fahrzeuge scheinen jedoch mit dem General Motors GMC 6046 6-71 Twin Diesel oder dem Ford GAA Ottomotor ausgerüstet gewesen zu sein.)
Viele Fahrzeuge dieses Modells verließen die USA nicht, da sie als Ausbildungsfahrzeuge eingesetzt wurden. Bei anderen entfernte man den Turm und setzte sie als Zugmaschine für die 240-mm-Haubitze oder die 203-mm-Kanone ein.
Als Kette wurde eine Verbinderkette mit abnehmbaren Gummipolstern oder eine Scharnierkette ohne Polsterung verwendet.
Neben den USA wurde der M10 auch von Frankreich, Italien und Dänemark (hier waren die Fahrzeuge noch bis Ende der 1960er-Jahre im Dienst) eingesetzt.

### Bewaffnung
Der Wolverine war mit einer 76,2-mm-Kanone M7 L52 (3 Inch/Zoll) bestückt. Sie war ursprünglich ein Flugabwehrgeschütz aus dem Jahre 1918, das so schwer war, dass am Turmheck ein Gegengewicht von 1134 kg angebracht werden musste, um die Balance des Turms zu gewährleisten. Mit der Kanone wurde eine Mündungsgeschwindigkeit von 792 m/s und eine Reichweite von etwa 14.500 Metern erreicht. Eine Panzergranate durchschlug auf eine Entfernung von 910 Metern 102-mm-Panzerstahl. Eine technische Weiterentwicklung war nicht mehr möglich. Aufgrund ihrer ursprünglichen Bestimmung hatte die Kanone keine Mündungsbremse.
Die britische Armee baute in die M10, die sie im Rahmen des Lend-Lease Acts erhielten, eigene QF 17-pounder-Kanonen (76,2-mm) sowie ein britisches 7,92-mm-BESA Maschinengewehr ein; diese Jagdpanzer wurden als 17 pdr SP Achilles bezeichnet. Äußerlich unterschieden sie sich nur wenig vom Standardmodell.

### Weitere Technische Daten
- Steigfähigkeit: 60 %
- Bodendruck: 0,95 kg/cm²
- Wattiefe: 0,91 m
- Kletterfähigkeit: 0,61 m
- Grabenüberschreitfähigkeit: 2,29 m

## Fazit
Die Bewaffnung des M10 erwies sich als zu schwach gegen die deutschen Panzer vom Typ Tiger und Panther. Deshalb wurde er auf dem europäischen Kriegsschauplatz einige Monate vor Kriegsende durch den stärker bewaffneten M36 Jackson ersetzt.
Insgesamt wurden alle 106 Panzerjägerbataillone der US Army mit dem Fahrzeug ausgerüstet. Da man mit der Zeit zu der Überzeugung gekommen war, dass ein Panzer auch nur mit einem Panzer bekämpft werden könnte, stand die Führung dem Konzept der Panzerjäger und deren Taktik mehr und mehr skeptisch gegenüber. Aus diesem Grunde wurde der M10 – obwohl die Panzerjägertruppe nominell noch mindestens bis zum Kriegsende bestand – mehr und mehr als Angriffsfahrzeug und zur Infanterieunterstützung eingesetzt. Anfang 1945 wurden die Panzerjägerbataillone in normale Panzerbataillone mit gleicher Aufgabenstellung umgegliedert.

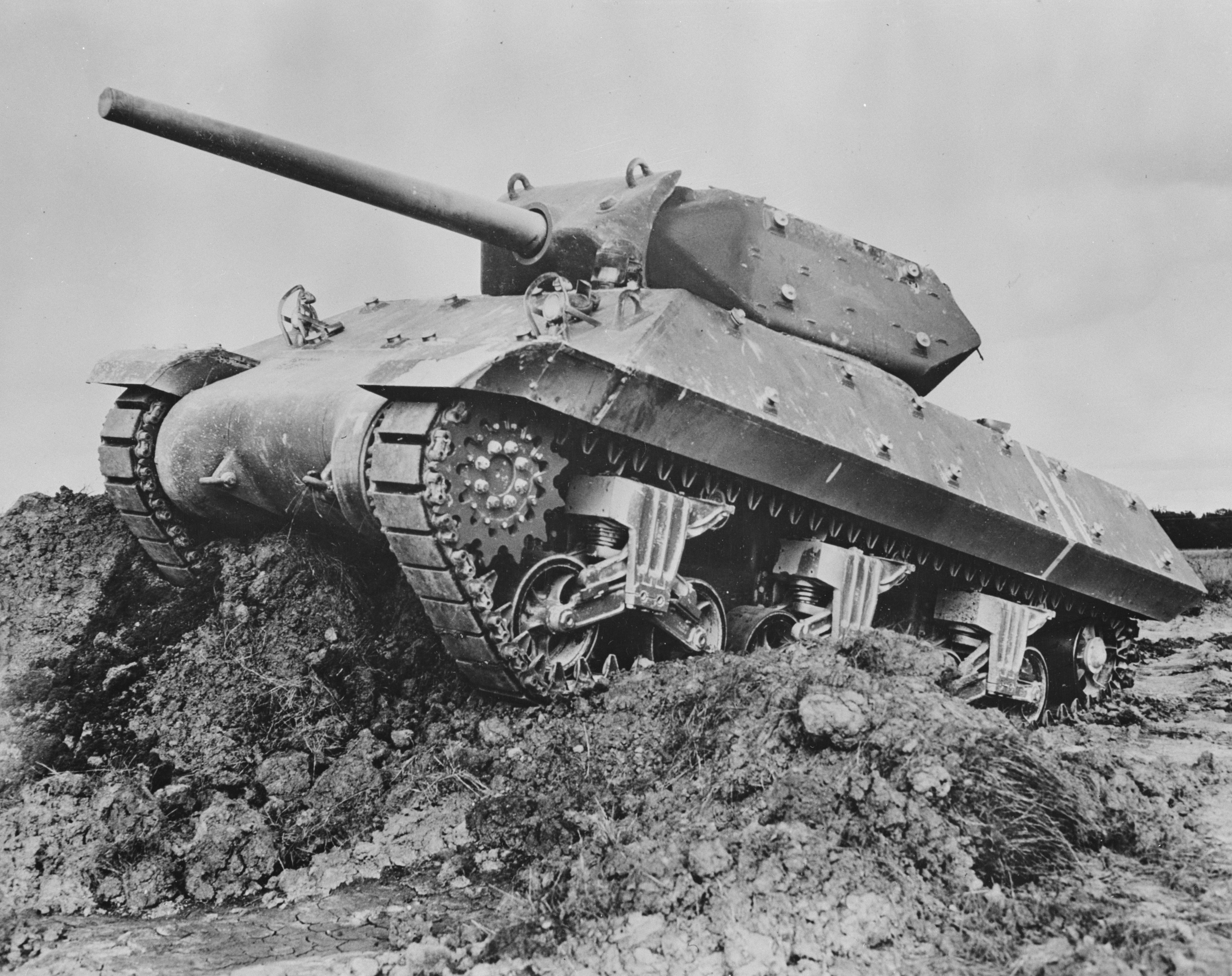
M10 Wolverine bei der Erprobung (März 1943)
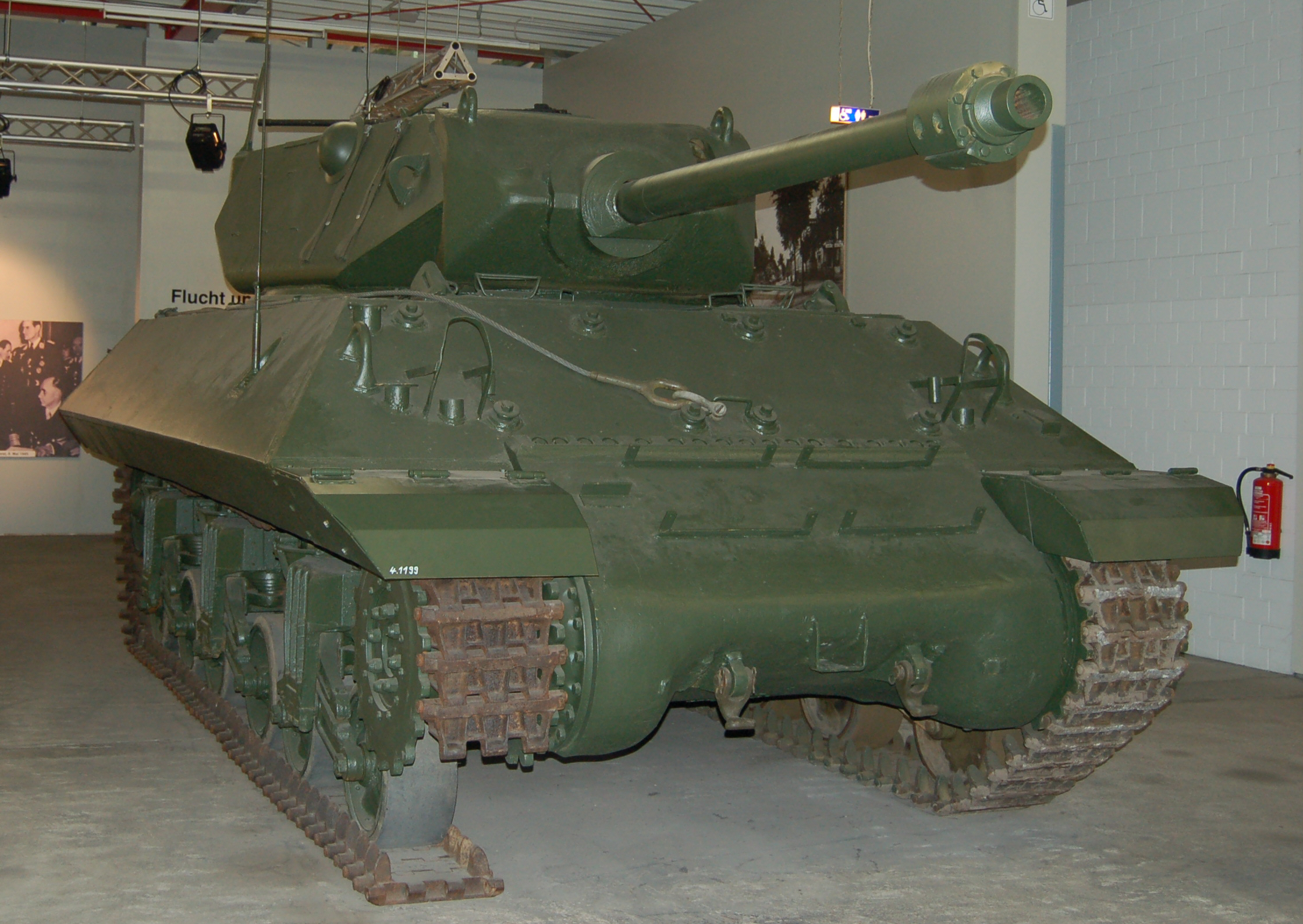
Achilles IIC der britischen Armee
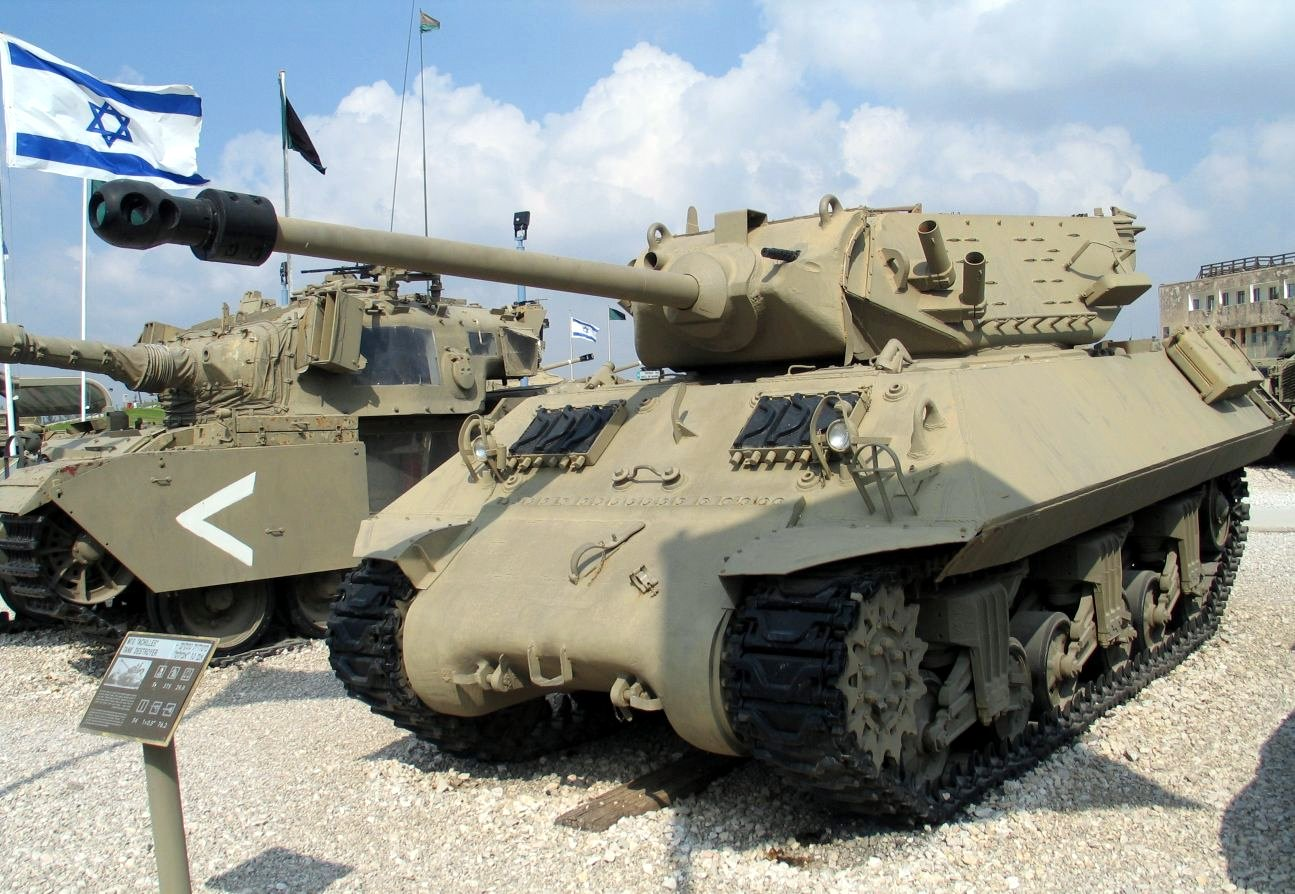
Achilles in israelischer Nutzung
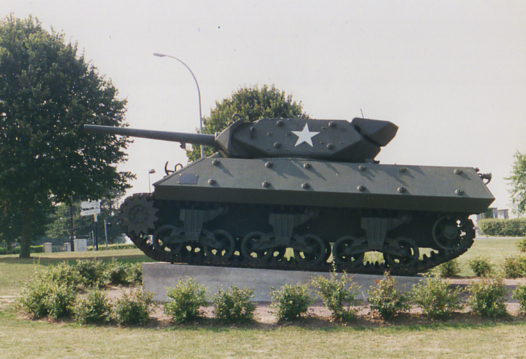
M10 mit deutlich sichtbarem Gegengewicht am Turmheck
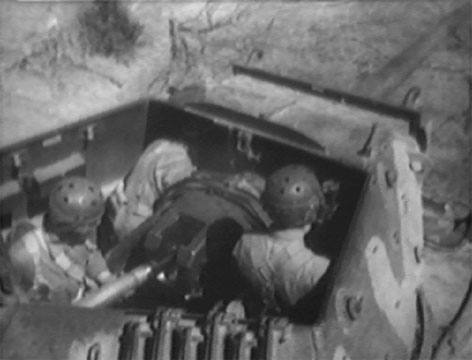
Turminnenansicht

Siehe auch: M18 Hellcat